# Dominikanerkloster Magdeburg

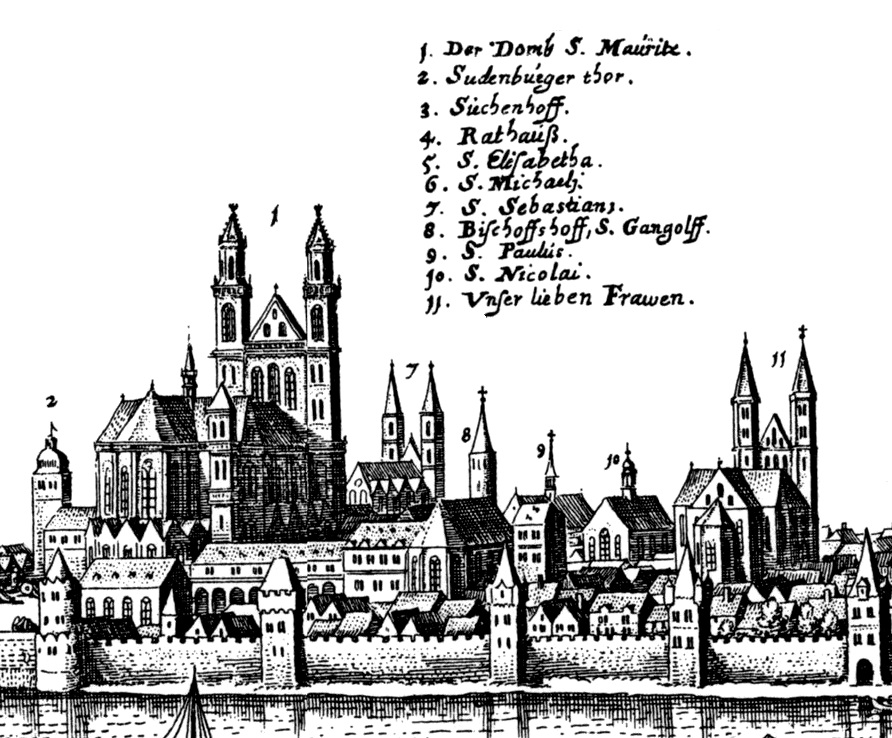
Ausschnitt der Stadtansicht Magdeburgs von Matthäus Merian, gedruckt 1653, gezeichnet sicher vor der Zerstörung der Stadt 1631; die Dominikanerkirche St. Paulus (Nr. 9) erscheint als bescheidene Bettelordenskirche mit Dachreiter.

Das Dominikanerkloster Magdeburg war eine Niederlassung des Dominikanerordens in Magdeburg. Nach seinem Schutzheiligen, dem Apostel Paulus, hieß die Klosterkirche St. Pauli und das Kloster auch Paulinerkloster. Es bestand vom 13. bis zum 16. Jahrhundert. Die Klosterkirche wurde wieder aufgebaut und bis 1895 genutzt. Heute ist von den Gebäuden, abgesehen vom Domkeller und zweier Eingangsportale, nichts erhalten.

## Lage
Das Gelände des Klosters befand sich auf der Westseite des Breiten Wegs im Bereich der Stiftsfreiheit südlich der historischen Altstadt. Es zog sich nach Westen bis zur Prälatenstraße. Heute befindet sich dort der nördliche Teil des Justizzentrums Magdeburg sowie die nördlich hiervon, südlich der Leiterstraße gelegenen Bereiche, darunter auch das Areal der Luisenschule. Die noch bis 1895 als Nachfolgebau der alten Klosterkirche bestehende Paulinerkirche, befand sich ohne eigene Hausnummer zwischen den Nummern Breiter Weg 202 und 203. Unmittelbar südlich der Kirche befand sich das Rochsche Haus.
Zum Klostergelände gehörten insbesondere auch der Domkeller (Breiter Weg 202), die Görnesche Kurie (Breiter Weg 205), der Kotzesche, Börstelsche und Hahnesche Hof (Prälatenstraße 7a bis 8) sowie die spätere Luisenschule (Breiter Weg 200).

## Geschichte

### Dominikanerkonvent
Die Dominikaner kamen bereits um 1224, neun Jahre nach der Gründung des Ordens, nach Magdeburg und waren für etwa ein Jahr zunächst in der Neustadt ansässig. Später entstand an dieser Stelle das Agnetenkloster. Es gibt Vermutungen, dass Propst Wichmann des Klosters Unser Lieben Frauen sie dazu ermutigt hatte. Andere Angaben vermuten Erzbischof Albrecht als Förderer. Am 30. Januar 1225 beurkundete das Domkapitel Magdeburg den Ankauf des auf der Westseite des Breiten Wegs gelegenen Hofes des Friedrichs von Honwarde. Dort entstand unweit der Stiftskirche St. Sebastian und des jenseits der Straße gelegenen Domplatzes das Konventsgebäude und die Klosterkirche. In einer weiteren Urkunde aus dem Jahr 1225 wies Erzbischof Albrecht den sogenannten Pauliner Mönchen die konkreten Flächen zu. Am 13. Januar 1227 schenkte der Dompropst Wilbrand dem Orden zur Erweiterung des Konventshauses einen ehemals Helwig, Ritter von Rothensee, gehörenden Klosterhof. Kurz darauf wurde die Klosterkirche errichtet, die 1248 als schon fertiggestellte Kirche erwähnt wurde. Sie bis 1540 in Nutzung. Diese Kirche hatte eine Länge von 49 Metern, bei einer Breite von 18,2 Metern. Die Höhe der Wandmauern betrug 13,8 Meter. Der Kirchturm stand an der westlichen Querwand. Nach Osten zum Breiten Weg hin befanden sich hohe Chorfenster. Im Bereich der späteren Luisenschule entstand das Refektorium und die Klosterbrauerei.
Das Kloster entfaltete im 13. Jahrhundert geistige Strahlkraft. Neben Erfurt erfolgte hier das studium generale der sächsischen Dominikanerprovinz. Unter seinem Einfluss stand u. a. das Beginenkloster, dem Mechthild von Magdeburg über 30 Jahre angehörte. Zu den Mitgliedern des Konvents gehörte in der Anfangszeit auch der Mystiker Wichmann von Arnstein. Dem Kloster war auch der Dominikaner Burchardus de Monte Sion verbunden, der für seine Reiseberichte aus dem Nahen Osten bekannt wurde.
Im Jahr 1284 wurde die Klosterkirche Tatort eines von Erzbischof Erich beauftragten Mordes an seinem politischen Widersacher Ritter Falke von Reder.
Im 14. und 15. Jahrhundert war das Kloster mitbetroffen vom allgemeinen Rückgang der Spiritualität und Disziplin, dessen Hauptauslöser die große Pestepidemie, das avignonesische Papsttum und das abendländische Schisma waren. 1456 widersetzten sich mehrere Brüder einer Klosterreform, sodass sie das Kloster verlassen mussten und durch Nürnberger Dominikaner ersetzt wurden. Dem Kloster gehörte auch der nördlich angrenzende Domkeller. Kurz vor 1428 wurde ein Winter-Remter errichtet.
Im Magdeburger Dominikanerkloster wohnte der Ablassprediger Johann Tetzel († 1519) während seiner Aufenthalte in der Stadt. Der Reformator Gerd Slewert gehörte zumindest um 1522 dem Klosterkonvent an. Als der Rat der Stadt gegen den Fürsterzbischof bereits 1524 in allen Pfarrkirchen die Reformation einführte, leisteten das Dominikanerkloster und andere Stifte und Klöster der Stadt jedoch Widerstand, wurden aber in den folgenden Jahren aufgelöst. Einer Aufforderung des Rats der Altstadt vom 18. März sich zur neuen Lehre zu bekennen, wiesen die Dominikaner zurück. Die Schließung des Dominikanerklosters samt Kirche wurde am 25. März 1525 vom Magdeburger Rat bestimmt, so dass nicht gepredigt, gesungen oder Messen gehalten werden sollten. Die Streitigkeiten verschärften sich dann noch, so dass immer weniger Mönche im Kloster lebten. Die Gebäude verfielen. 1537 hielt sich jedoch noch der Subprior Joh. Rodolphi und wohl noch weitere Konventuale in Magdeburg auf. Bis 1550 war das Kloster wohl weitgehend geräumt. Die letzten drei Dominikaner verließen vermutlich 1561 die Stadt. Zumindest wurden in diesem Jahr der Prior, der Subprior und ein Bruder Hans als Konventualen des Klosters erwähnt. Sie übertrugen zwei Holzflecken bei Pechau an das Kloster Berge mit der Bedingung, dass sie auf Lebenszeit bzw. ihres Aufenthalts im Kloster Brennholz erhalten sollten. Bei einer 1562 durchgeführten Visitation der Klöster, wurde das Dominikanerkloster dann jedoch bereits nicht mehr erwähnt.
Nach der Auflösung des Dominikanerklosters wurden Kirche und Konventsgebäude profan genutzt. Einige Bücher der Klosterbibliothek gelangten in die Alvenslebensche Bibliothek in Erxleben. Im Jahr 1573 wurde das leerstehende Kloster als Gießplatz für die große Glocke des Magdeburger Doms genutzt. 1593 bat Melchior von Arnstedt das Domkapitel um die Erlaubnis an der Stelle des ehemaligen Remters und Schafstalls des Klosters ein Wohnhaus errichten zu dürfen. Der Rat der Altstadt wandte sich gegen das Vorhaben, da es einem Vertrag vom 26. März 1562 zwischen Stadt und Domkapitel zuwiederliefe, wonach alte Klosterplätze nicht neu zu bebauen wären. Das Domkapitel argumentierte dagegen, dass es sich nicht um einen Neubau, sondern nur um die Wiederherstellung unter Nutzung der noch vorhandenen Kellergewölbe ginge. Letztlich erhielt von Arnstedt die Erlaubnis für 40 Jahre und erbaute er ein Haus, das später zum Gebäude der Domvogtei wurde. 
Im Dreißigjährigen Krieg fiel die Kirche und die Reste des Klosters der verheerenden Stadtzerstörung durch die Katholische Liga 1631 zum Opfer. Das Gewölbe der Klosterkirche stürzte ein, angrenzende Häuser wurden schwer beschädigt.

### Paulinerkirche

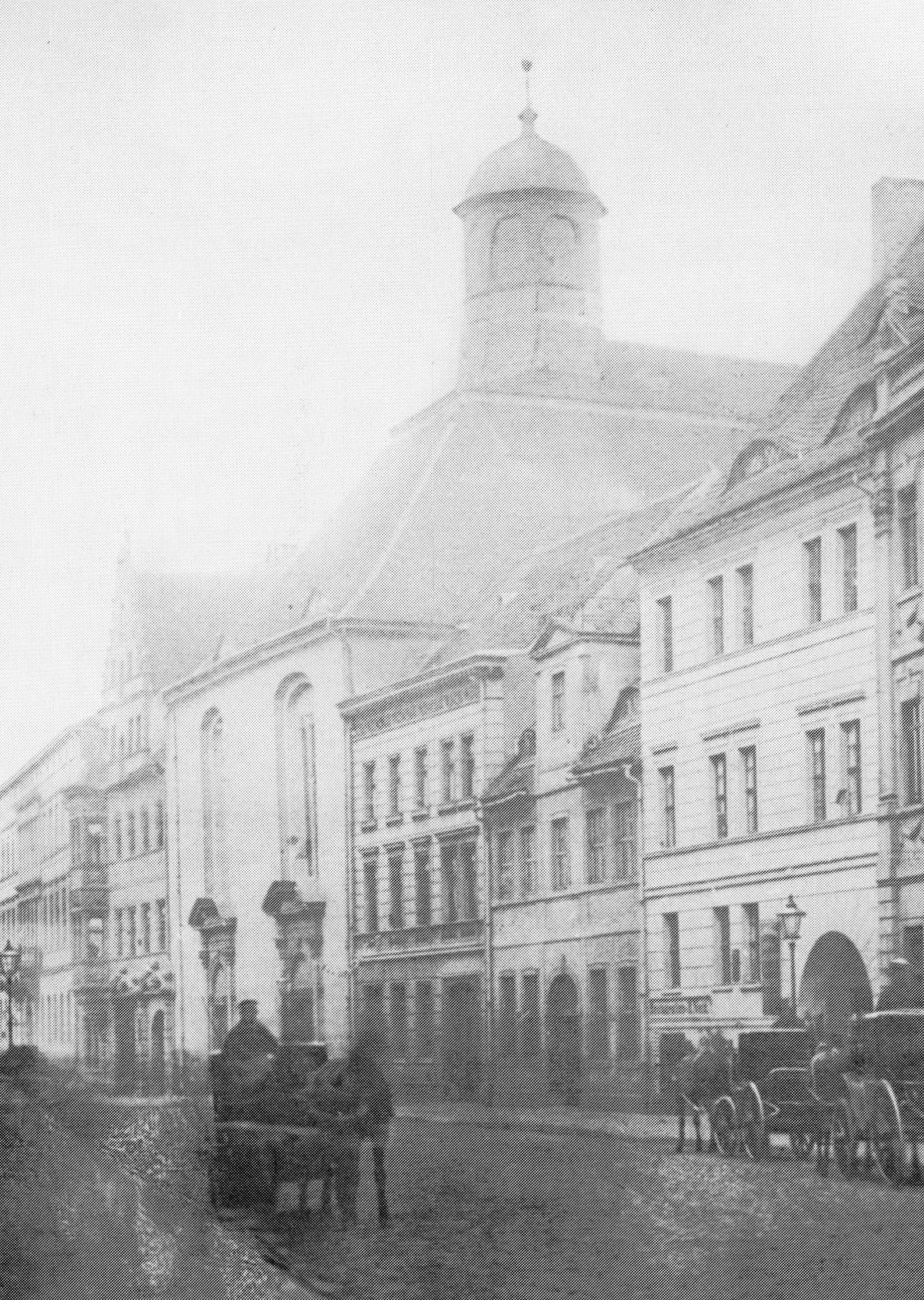
Blick durch den Breiten Weg mit der Deutsch-Reformierten-Kirche

Die St.-Pauli-Kirche wurde erst ab 1693 wiederhergestellt und mit Vertrag vom 23. März 1698 der deutsch-reformierten Gemeinde übergeben, die sie knapp 200 Jahre nutzte. Dafür übernahm der preußische Kurfürst Friedrich III. 1698 vom Domkapitel die Kirche samt Ruinengelände und Friedhof. Er trug auch die Kosten für die Wiederherstellung der Kirche. Die Gemeinde hatte 1428 Taler an das Domkapitel zu zahlen. Vorausgegangen war die Weisung des Kurfürsten vom 19. Februar 1697 an das Domkapitel, innerhalb eines Jahres die Domschule auf dem ehemaligen Klostergelände zu errichten, um so das negative Erscheinungsbild der Ruine für den Breiten Weg zu beseitigen. Dazu kam es jedoch nicht, worauf der Kurfürst schon mit Order vom 4. Dezember 1697 abstellte und die Übertragung an die Deutsch-reformierte Gemeinde einleitete.
Die Bauleitung lag beim Magdeburger Hauptmann und Ingenieur Heinrich Schmutze. Am 28. Januar 1700 erfolgte die Einweihung. Zur Kirche gehörte auch ein dahinter befindlicher Friedhof.

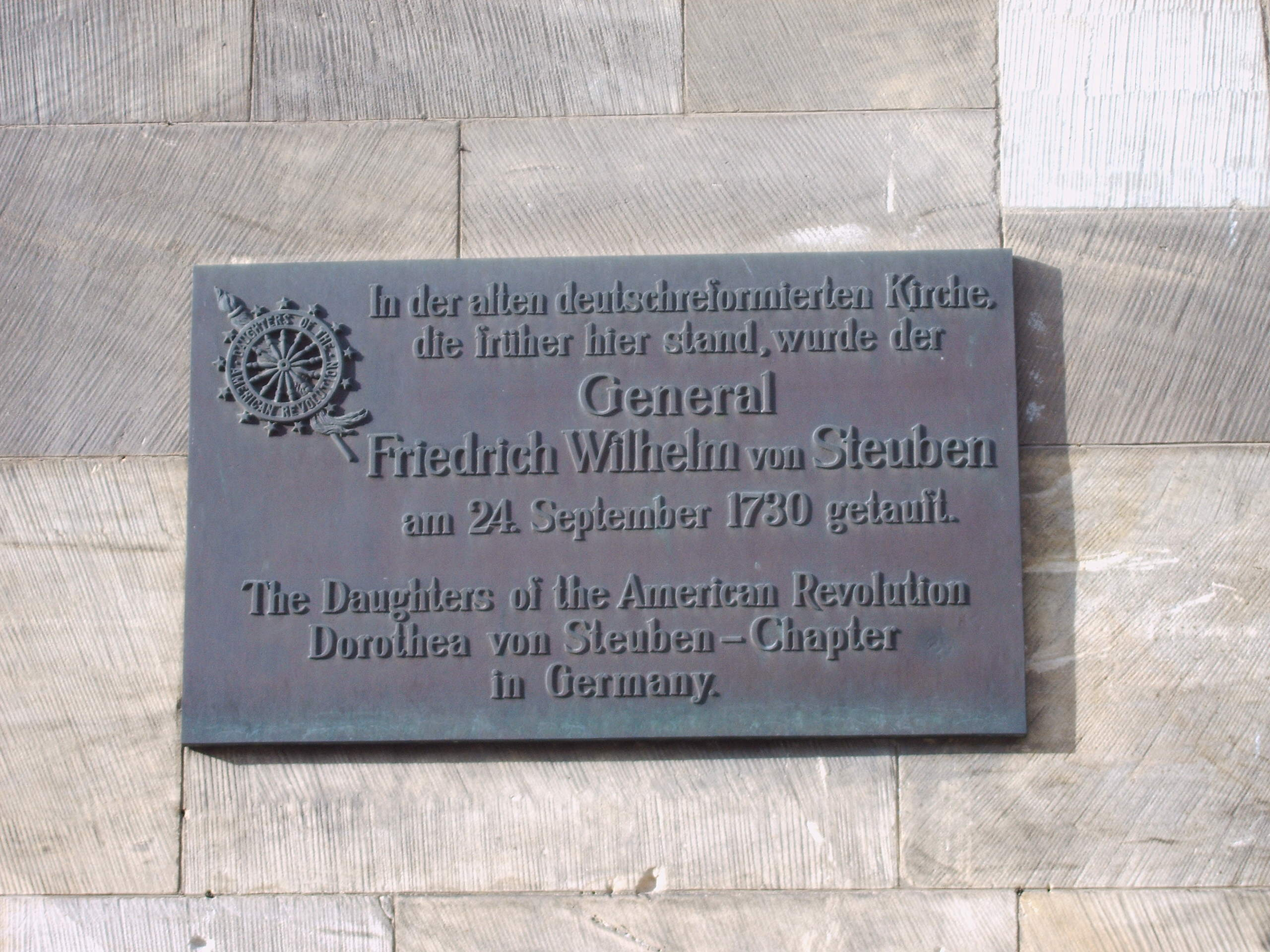
Gedenktafel an die Taufe Steubens, 2005

In der Kirche wurden 1730 Friedrich Wilhelm von Steuben und 1784 Karl Friedrich Friesen getauft. An die Taufe Steubens erinnert vor Ort eine Gedenktafel.
1789 wurden die Gebäude der Klosterbrauerei abgerissen. Die Baumaterialien wurden beim Bau des Hauses Breiter Weg 7 wieder genutzt.
In der Zeit der französischen Besatzung ab 1806 diente die Kirche militärischen Zwecken. Diese Nutzung dauerte fast 13 Jahre an. Im Oktober 1821 erfolgte eine neue Weihe.

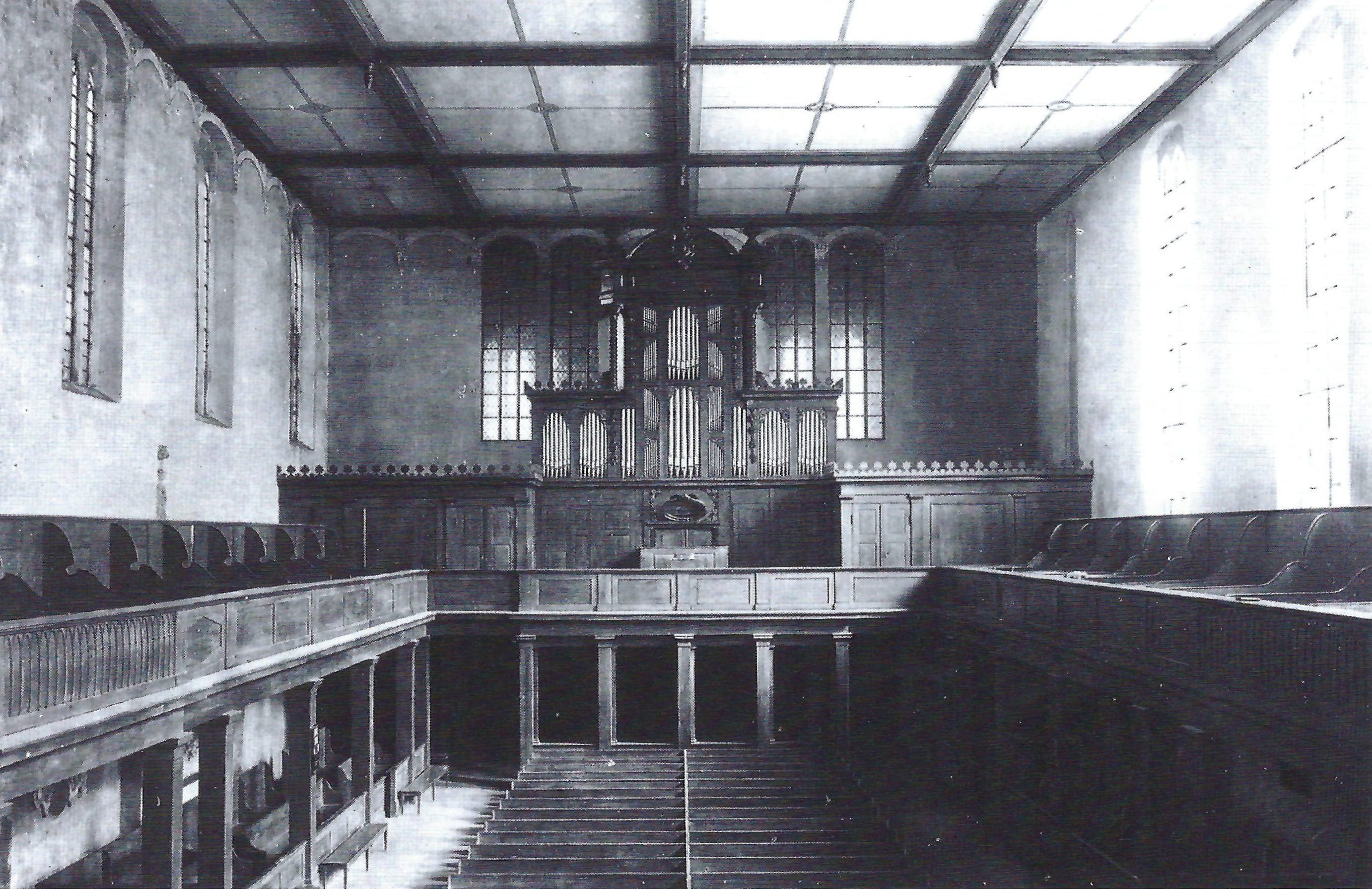
Innenraum der Kirche, wohl 1895

Ende der 1880er plante die Kirchengemeinde den Neubau einer Kirche. Hierfür wurde ein Grundstück in der Nordfront, nördlich der Magdeburger Altstadt erworben. 1890 erfolgte der Verkauf der bisherigen Kirche an die Reichspost, die einen Abriss plante, um an ihrer Stelle ein repräsentatives Hauptpostamt im historistischen Stil der Zeit zu errichteten. Der letzte Gottesdienst in der Paulinerkirche fand am 17. Februar 1895 statt. Die Gemeinde bezog dann die neue deutsch-reformierte Kirche, die Paulinerkirche wurde von der Post abgerissen. Die Särge aus den in der Kirche befindlichen Erbbegräbnissen wurden auf den Nordfriedhof umgesetzt. Unter den beiden Glocken der Kirche befand sich die 1707 zur Kirche gekommene Gröninger Glocke von 1552. Sie kam nach dem Abriss der Kirche ins heutige Kulturhistorische Museum. Die Portale der Paulinerkirche wurden geborgen und sind heute am Roncallihaus und am Gebäude Am Dom 2, 3 aufgestellt.
Das Postgebäude überstand den Zweiten Weltkrieg und die DDR-Zeit und ist heute Teil des Justizzentrums Magdeburg.